# 霸权稳定论

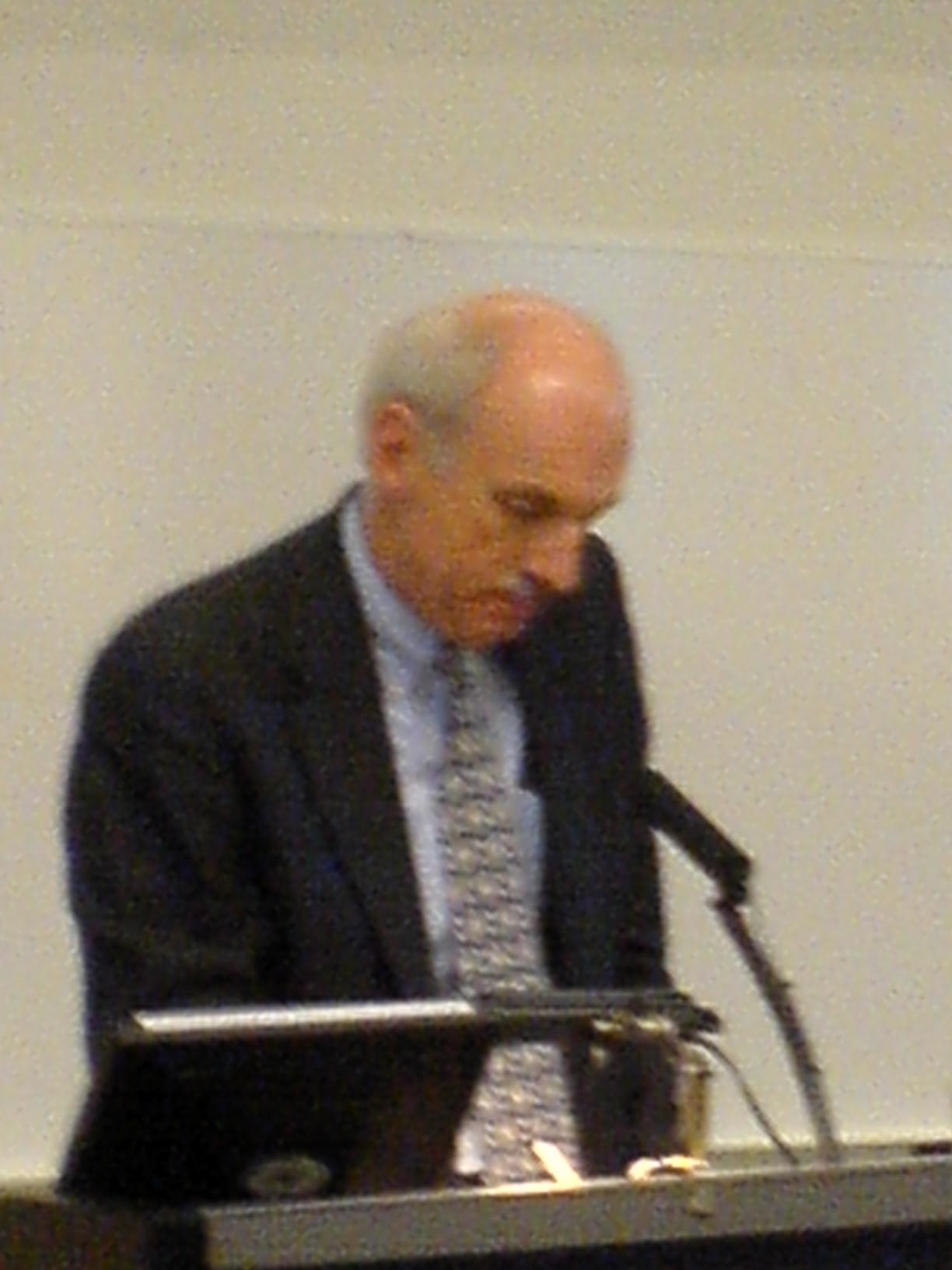
罗伯特·基欧汉是重要的霸权理论学者。

霸权稳定论（英語：Hegemonic stability theory，簡稱HST，又称霸权安定论）是一种国际关系理论，根植于政治学、经济学和历史学领域的研究。霸权稳定理论表明，当一个单一的民族国家是占主导地位的世界大国或霸权时，国际体系更有可能保持稳定。因此，现有霸权或无霸权国家的衰落会削弱国际体系的稳定性。当一个霸权通过外交、胁迫或说服来行使领导权时，它实际上是在部署它的“优势力量”，这就是所谓的霸权，它指的是一个国家“独力支配国际政治和经济关系的规则和安排”的能力。此外，通过讨论衰落的霸权与其崛起的后继者之间的共生关系，也可以用来理解和计算国际政治的未来。
霸权研究可以分为现实主义学派和系统主义学派，每个学派都可以细分为两种主流理论。“霸权稳定论”这个概念是由罗伯特·吉尔平首先提出的，他将其列入了阿布拉莫·菲莫·肯尼斯·奥根斯基（A. F. K. Organski）的权力转移理论。如今，喬治·莫德爾斯基支持的长周期理论和伊曼纽尔·沃勒斯坦（Immanuel Wallerstein）支持的世界系统理论已经成为系统学派的两种主流方法。
金德伯格是与霸权稳定理论联系最为密切的学者之一，被一些人视为霸权稳定论之父。在1973年出版的《萧条中的世界：1929-1939》一书中，他认为，导致大萧条的第一次世界大战和第二次世界大战之间的经济混乱，部分原因是缺乏一个经济占主导地位的世界领导人。然而，金德伯格的推理所涉及的不仅仅是经济学：霸权稳定理论背后的核心思想是制定全球体系的稳定，从政治、国际法等方面，建立一个依赖于霸权制定和执行体系的规则。
除了金德伯格，霸权稳定理论发展的关键人物还包括罗伯特·吉尔平、乔安妮·戈瓦、罗伯特·基欧汉、斯蒂芬·克拉斯纳、喬治·莫德爾斯基等。

## 霸权稳定论的提出和演进

### 经济霸权
在国际政治学领域，较为公认的霸权稳定论的起源是自由主义经济学家金德伯格在国际经济学领域里建立的经济霸权稳定论。金德伯格教授通过考察历史上资本主义世界经济的发展规律，发现历史上的英国霸权时期和现行的美国霸权时期的世界经济得到了有序发展，在资本主义世界自由经济的发展与霸权国的存在和有效管理之间存在一种因果联系。金德尔伯格教授在其1973 年出版的《萧条中的世界，1929-1939》一书中对 19 世纪30年代资本主义的经济大危机进行了研究，反思了经济大危机为什么能够持续那么长的时间，影响范围波及整个资本主义世界，且破坏力如此之大的原因，对于各国政府之间采取的目光短浅的贸易保护和相互设置贸易壁垒的短视行为寻找根源，最后金德尔伯格对上述问题得出了结论：大危机之所以带来全球性灾难后果主要由于当时的大不列颠实力衰落没有能力承担稳定国际经济体系的能力，而美国由于受孤立主义的影响拒绝承担全球领导者的责任，更不愿意为了世界经济稳定而牺牲自身利益，由此导致经济危机的持续蔓延。接着金德尔伯格又指出，当时每个资本主义国家都只顾及自身的经济利益，而忽视全球性公共利益，没有国家愿意为全球公利付出成本，每个国家的私利也不能得到有效保障。而这里谁能够为全球公利付出成本，金德尔伯格指出只能是一个具有全球性力量的“稳定者”，而这个稳定者就是霸权国。
金德尔伯格通过引入“支配”（Dominance）和“领导”（Leadership）的概念来解释霸权国的作用，其中支配就是一国对另一国具有主导地位，不需考虑另一国的感受而进行行动；领导则兼具强力和怀柔的策略，而霸权国就是具备支配能力和领导才能的国家。金德尔伯格重点探讨了经济学领域的公共产品概念，他指出虽然公共产品不具有排他性，但公共产品却不是无限供给的，就犹如公路，当容纳范围内最后一辆车驶入公路时，其公共产品的性质就会发生转变而难以负担公益，但是除了政府之外没有私人部门会为社会提供公共物品，由此导致公共物品的不足。由于国际上不存在最高权威的政府，当世界经济遭受危机时，就需要一个国家承担起国际职责。

### 权力霸权

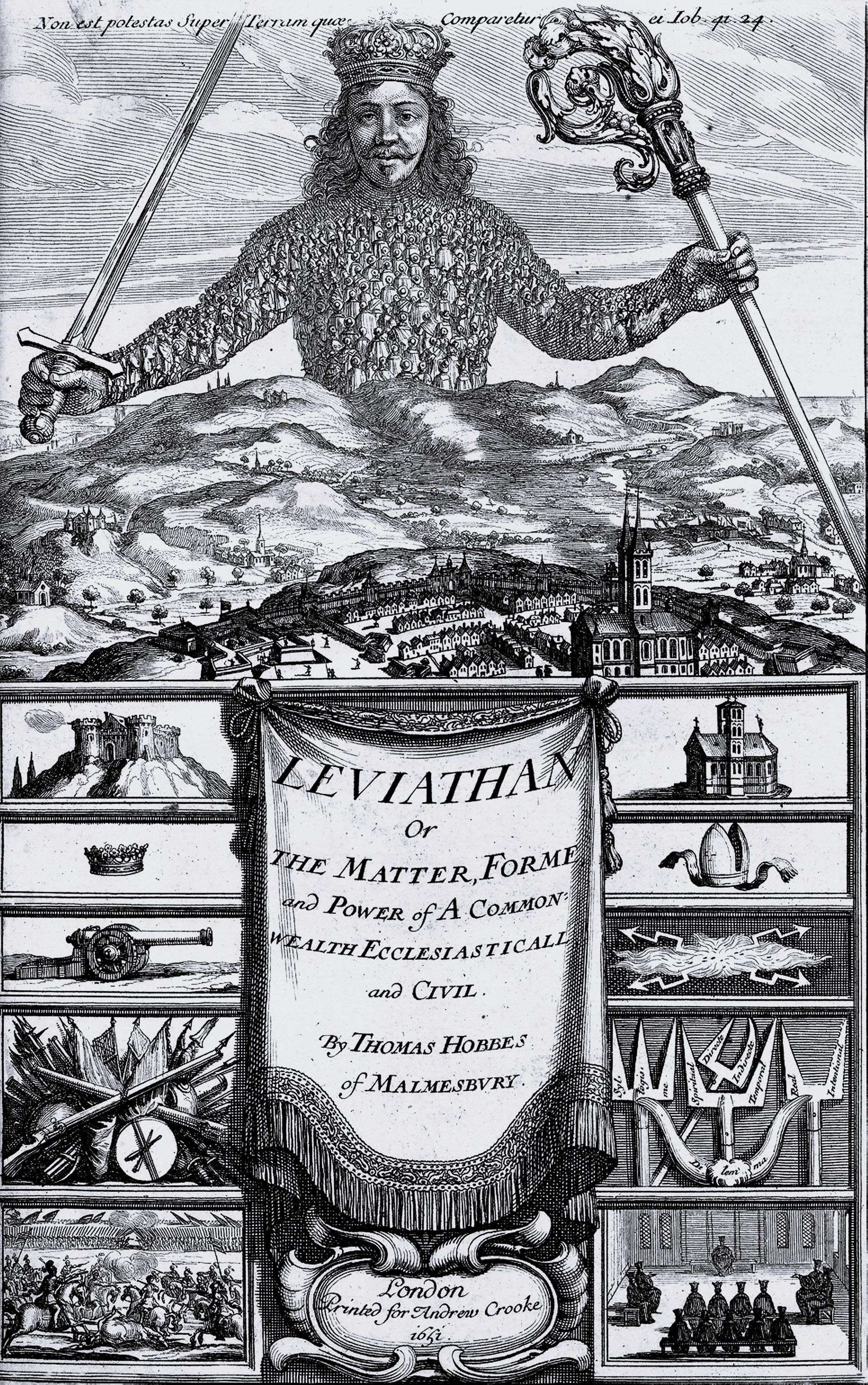
霍布斯《利维坦》的封面，该书系统阐述了国家学说，探讨了社会的结构，其中的人性论、社会契约论、以及国家的本质和作用等思想在西方世界产生了深远影响，是西方著名和有影响力的政治哲学著作之一。

经济学领域出现的霸权维持世界经济秩序的观点很快被国际政治学者接受，其中罗伯特·吉尔平将霸权的经济稳定作用延伸到国际政治和安全领域。在霸权体系与国际安全之间也建立了一种因果关系，其中霸权实力是决定国际安全稳定与否的决定性因素。作为现实主义的代表人物，吉尔平的霸权稳定思想与现实主义对人类“自然状态”（state of nature）的解决方案一脉相承。
古典现实主义的鼻祖，英国思想家、哲学家霍布斯生活在英国内战和欧洲三十年战争的战乱环境中，加上家庭的不幸形成他对于人性和国家研究的悲观视角。他将人类的原始生存状态描述为“自然状态”，人性的自私致使人类为了利益而展开斗争，整个人类社会充毫无信任可言到处充斥着暴力，生存和自我保护成为人类的首要目标，而强者的权力则是自然状态下唯一的法则。为了结束这种危险的自然状态人类将自己的部分权利交给一个强大的利维坦，由国家来统一负责个人的安全。虽然国家内部的安全秩序得到了有效保障，但现实主义认为国际社会就犹如人类的自然状态一样缺乏一个像利维坦一样的国际权威而充满了暴力和战争，以吉尔平为代表的现实主义学者赋予霸权国部分利维坦的功能，以霸权国的强制力和管理能力来维护国际安全的稳定。 
吉尔平把现代国际关系史看作是几个大帝国或霸权国家的兴衰史，用现实主义的分析方法详细分析了世界政治变化的原因和规律，并把国际体系权力制衡的变化作为国际秩序稳定的决定性因素，在逻辑上形成了完整的霸权兴衰论。吉尔平以现实的历史周期假说为基础，开始分析制度变迁和霸权的兴衰。
1. 国际体系变迁的原因。吉尔平认为，在国际体系中，任何国家为了生存和发展，其战略目标都是获得更多的经济和政治利益。然而，国际体系并没有给所有国家平等的机会来分配国际利益。国际体系往往只保护体系中权力最大的国家的利益，因此，各国争夺权力的再分配。当权力处于均衡状态时，国际体系将是稳定的。当国家间的权力增长差异导致权力失衡时，一些国家就会改变现状。最后，通过霸权战争重新分配权力和利益后，国际体系将再次进入均衡。具体来说，影响国际体系改革的因素有三个：物质条件、国际体系结构和国内因素。然而，制度结构的作用是影响现实主义者行为的根本因素。因为现实主义假设主权国家处于国际无政府秩序中，国际行为体的类型和作用是相同的，决定国际体系结构变化的只是每个单位的力量，在建筑的压力下，每个行为体都有着相同的目的和动机，结构成为行为主体行为的决定性因素[12]。
2. 霸权的扩张与成长。吉尔平指出当一个国家实力增长后就会产生扩张的欲望，其会寻求领土扩张、要求获得相应的国际威望以及对世界经济的控制，只要其扩张的成本小于体系变革带来的回报，国家会一直扩张。
3. 霸权的衰落与挑战。吉尔平认为，随着霸权国的扩张，总有一个时刻，霸权国进行扩张和统治的成本逐渐等于和大于国际体系为其带来的收益，从这个时刻起霸权国开始衰落。根据霸权稳定论，霸权统治也需付出极大的人力和经济成本，这就需要霸权国具有强大的国力及充分的经济盈余，但随着时间推移，霸权国的经济盈余不可避免的减少。造成霸权国支出大于收入的原因主要分为内部因素和外部因素。从内部因素来看，世界经济结构的变化，国际经济竞争优势的转移等削弱了霸权国的经济优势，而高昂的武器开支和军备部署极大地消耗着霸权国的国民储蓄，影响着霸权国的国内再生产的资本运用。从外部因素来看增加霸权国有效统治成本的原因包括：联盟中不成比例的过高防务负担与军事开支；新兴国家利用经济结构的变化和先进技术的扩散迅速崛起在军事和经济方面给霸权国带来直接竞争和挑战；搭便车国家的不负责行为致使霸权国负担高昂的国际公共产品开支，这一切都为霸权体系的维持增加负担，使霸权的国际收益越来越小于其付出的成本，加速霸权实力的消耗[13]。新崛起的国家由于所拥有的国家实力与所处的国际地位不相符，强烈要求改变体系现状重新分配国际收益，但历史上没有一个霸权国会自动让出其统治地位，由此导致争霸战争不可避免。通过残酷的大规模霸权战争，会产生新的霸权国，新的霸主会获得统治合法性并根据自身价值与利益需求重新建立国际体系，由此开始新一轮的霸权循环。

### 机制霸权
20 世纪七八十年代美国领导的国际体系遭受重大的挑战，霸权稳定论的遇到了现实检验的危机，霸权稳定论学者不得不对该理论做出调整以适应国际格局变化的现实。在军事安全方面，美苏冷战持续进行，美国在苏美对抗中处于守势，不得不进行战略收缩。越南战争使美国在经济和人员方面损失惨重，但仍无力摆脱越南战争带来的泥潭，美国的超级大国形象受到严重影响。在国际经济方面，二战后美国建立的布雷顿森林体系由于美国无法继续维持美元黄金固定比例兑换而瓦解，美国的劳动生产率在 1977 年仅为世界平均水平的 1.5 倍，远低于二战后初期，美国在世界贸易中的份额和国民生产总值占世界的比重也都比 50 年代大幅下滑。在国际力量对比中，日本和西欧已经走出战后的恢复期，在国际经贸上成为美国的有力竞争者，中国加入联合国国际地位大增，第三世界国家的开始执行独立的外交政策以联合的方式对抗西方干涉。总之，虽然美国在各个方面都无可争议的处于领先地位，但其领先优势在逐步减小，并且在国内国际都面临着不小的危机。
由于美国相对实力的下滑，原有的理论不能很好地适应美国的政策和利益需要，为此美国国际政治界发生了一场理论革新和争鸣。以约瑟夫·奈和罗伯特·基欧汉为代表的新自由主义学派学者对传统的现实主义理论发起了进攻，他们认为在复合相互依赖的现实世界中，在坚持国家中心观的同时应承认多重行为角色的作用，传统的无政府结构正逐步的让位于相互依赖的结构，军事武力难以发挥原有的作用，国家的关注点聚焦于绝对收益和经济福利。在新自由主义迅速崛起并发挥巨大解释力的情况下，霸权稳定论也开始接受新自由主义的部分观点以延续其生命力。 
基欧汉赞同传统的霸权稳定论的观点，即实力强盛的霸权国承担国际责任、提供国际公益能够保证国际社会的稳定，但是基欧汉不认同传统霸权稳定论所表述的随着霸权国的综合实力下降，国际秩序一定会发生动荡这一结论。而这也是基欧汉开展研究的核心，如何在霸权国衰落的前提下维持国际合作与国际公共产品的有效提供？基欧汉认为原有的霸权稳定论将霸权仅仅限于原料、资本、市场等物质资源上，是一种“粗糙”的理论，仅仅凭借权力因素就能够维持一个稳定的国际秩序在理论上是不充分的。基欧汉为此引入国际机制的概念，他认为霸权国是凭借对国际机制的创设和控制来促进国际合作，维护国际体系的稳定的，由此将霸权稳定论的核心由物质霸权稳定改进为物质霸权基础上的机制霸权稳定。机制一词的拉丁文（regimen）意指规则和指导，是由约翰·鲁杰于1975年引入国际政治领域的，他将机制定义为“国家接受的一系列相互的预期、规则、计划以及资金的承诺”。对于国际机制概念具有重要发言权的还有斯蒂芬·克拉斯纳，他认为国际机制就是“在特定问题领域里组织或协调国际关系的原则、规则和决策程序”，这也成为对国际机制最经典的阐释。
新自由制度主义对霸权稳定论的改造使该理论走向成熟和完善，其根本方式是通过霸权建立和领导的国际机制为平台协调多国合作来维持世界政治经济的稳定，减少霸权国自身投入的成本，以便在霸权实力衰退后继续维持霸权的领导和支配地位。机制霸权稳定说是既是对七十年代美国霸权实力下降的回应，也适应了全球化的浪潮和国际关系民主化的要求，机制合作的方式在某种程度上尊重了小国参与权和发言权，使霸权统治建立在一种协调和认同的基础上，较之前的霸权稳定学说增加了灵动性和合理性，也成为美国维持世界领导权最为重要的方式。

### 单极霸权与后单极霸权

#### 美国
冷战的结束使二战后形成的国际格局发生了彻底变化，苏联在美苏博弈中彻底败下阵来，中国、日本、西欧、俄罗斯虽然都占据国际政治中重要的一极，但与美国实力相比都过于悬殊，美国成为名副其实的唯一超级大国。弗朗西斯·福山在《历史的终结》中认为美国的自由民主制度已经是人类所能发展的最高阶段，人类的制度进步已经走到顶端。在这种情况下一些美国学者认为在美国已经成为事实上的全球霸权国的事实下，美国无需再遮遮掩掩，将美国的霸权与世界秩序直接联系起来发展起了单极稳定论。
冷战后霸权稳定论的发展在学术理论上并没有太多创新，大多是对美国霸权实力的客观描述和对美国霸权合法性的辩解。其中查尔斯·克劳塞默率先发表题为《单极时刻》（The  Unipolar  Moment）的文章，克劳塞默认为冷战后的国际形势对美国极为有利，短期内不会有任何国家能够成为美国的威胁，作为世界上超级大国的美国应抓住这一机遇建立美国版本的世界新秩序以维护其霸权地位。国际政治著名学者塞缪尔·亨廷顿教授也在其发表的《孤独的超级大国》一文中指出美国是当时世界上最为强大的国家，无论是政治、军事、外交还是经济、技术等方面都是世界主导国，其霸权领导力覆盖率世界各个角落。

#### 中国

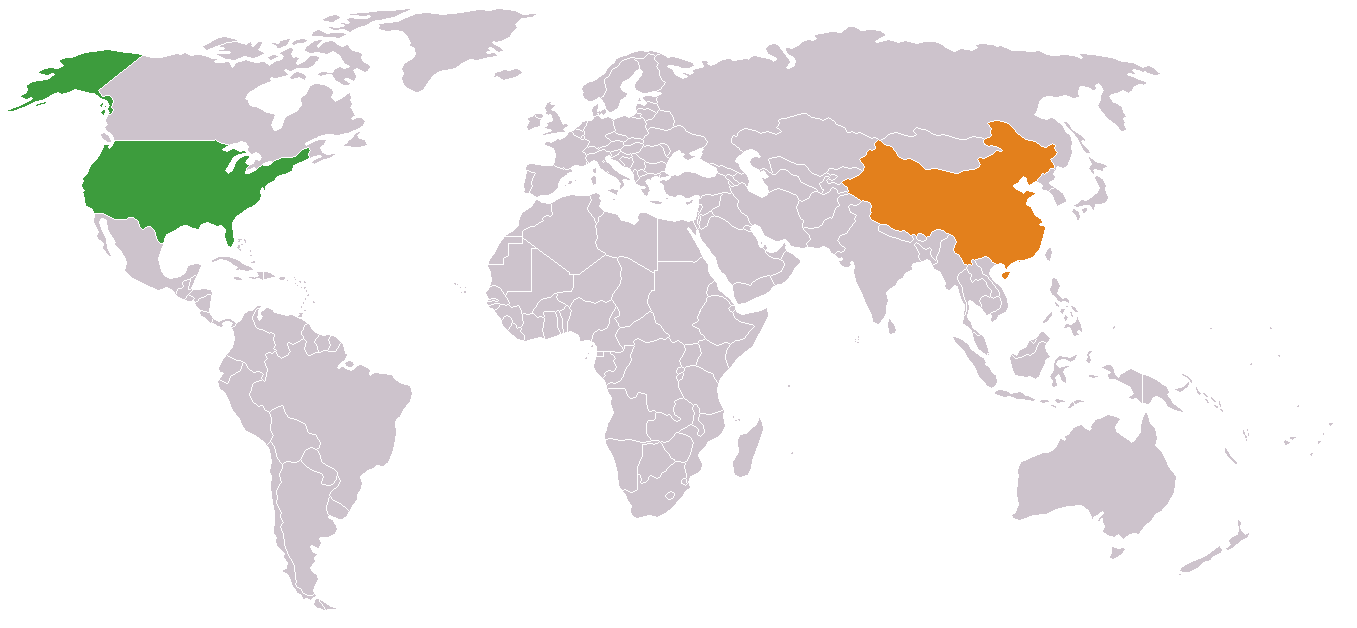
世界地图上的中国（橙）和美国（绿）

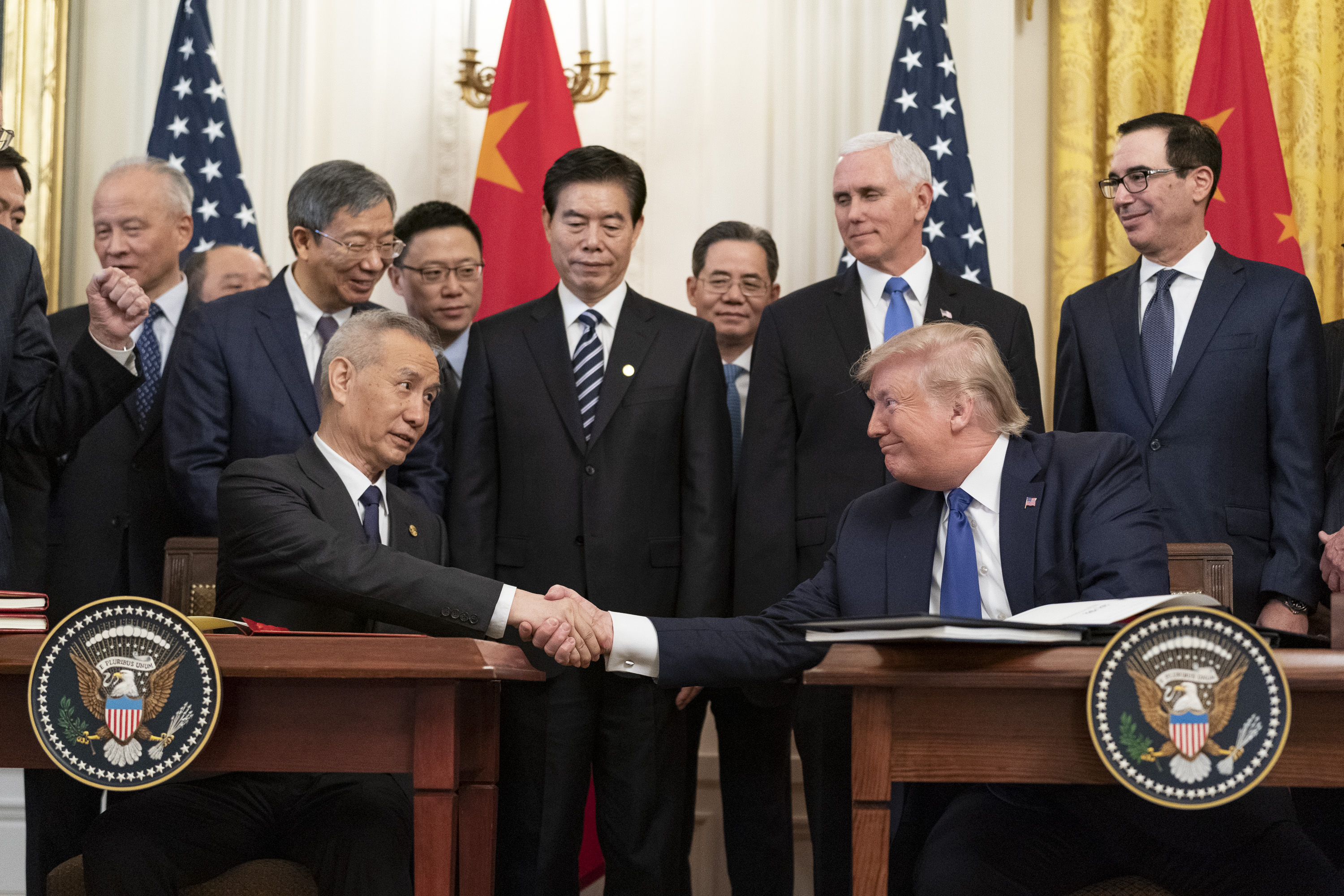
中国国务院副总理刘鹤（左）與美国总统唐纳德·特朗普（右）在2020年1月签署中美贸易战第一阶段协议

大多数学者认为，尽管美国仍在经济、军事方面位居世界前列，但有诸多新的国际权力在与美国争夺世界霸权。在这其中，中国被认为是美国最具实力的竞争者，因为中国正在以“现代历史以来从未有过”的发展速度快速逼近美国。
历史上霸权衰落的征兆出现在两个主要领域：一个是主导国家的军事力量的衰弱，另一个是经济的衰弱。因此，观察中国在这两个领域的崛起以及更多地了解不断变化的权力结构非常重要 。
以购买力平价计算，中国的国内生产总值位居世界第一（2014年后），这对美国的经济主导地位构成了重大挑战，特别是根据国会预算办公室的数据，预计到2080年，美国国债将激增至国内生产总值的717%。此外，这笔债务主要由中国通过购买美国国债来融资。另一方面，随着高消费和外国投资的增加，中国的经济实力（不仅限于工业化和现代化）正在迅速崛起。正如《2025年全球趋势》所指出的，中国和印度的崛起将使两国恢复到“两个世纪前的地位，当时中国的财富占世界的30%，印度的财富占世界的15%”。这被学者普遍认为是中国对美国霸权地位的挑战。
美国在超过55个国家拥有海外驻军，目前已经发展到了其所能够发展的极限。而中国正在利用自身的财富将自身军队产业化，以求在军备竞争中获得优势。毛思迪据此认为，中国通过建立自己的武装力量来达到在未来全面超越美国的目的。
然而，许多人认为，中国与美国有着共生关系。双方如果有一方完全拒绝与对方进行往来，会将自身同时置于不妙的境地。约翰·古力克指出，中国的繁荣“深深地植根于‘中国生产和借贷，美国借贷和消费’的框架中”中国的经济相互依存源于他们是一个生产国而不是消费国。 如果美国的另一场经济危机降低了对中国出口的需求，依赖出口的结构可能会严重抑制经济增长。因此，中国的经济困境是其霸权抱负的障碍之一。然而，这并不是中国实现霸权所必须克服的唯一障碍。事实上，霸权稳定论表明，如果中国想要获得霸权地位，就必须努力达到担负起世界领导力的一些要求，这其中包括中国是否有领导的意愿和领导的能力。此外，国内政治不稳定、环境恶化、公共卫生问题和人口趋势都可能是中国通向霸权之路的阻碍。

## 学界评价
学界普遍认为，一个民族国家要想达到霸权的水平，必须具备如下的一些条件。首先，它必须有政治力量、军事力量和强大的国家力量，这是它建立新的国际法和国际组织的能力所必需的。就军事力量而言，必须要拥有强大的三军力量，特别是空军力量和海军力量。这就解释了为什么许多地区霸权在地理上都位于半岛或岛屿上。半岛和岛屿提供了额外的安全，在需要海军力量的地方提供了投射军事力量的能力。这里“半岛”和“岛屿”的概念随国家客观实力的强大而产生改变，例如，美国虽然并非在半岛或岛屿上，但其东西海岸与其他大陆隔绝、且接壤国几乎均为战略同盟的地理条件，使其仍然成为了霸权国。此外，核武器的现代发明和强大空军的存在为该国提供了高度可靠的安全保障，使其对世界其他地区产生了超级霸权，被认为是目前唯一的一个世界范围内的霸权国家。其次，霸权是指具有执行系统规则的能力属性的状态。最后，霸权必须有领导的意志，建立霸权政权的意志，以及领导和执行制度规则的能力。第一次世界大战后，英国有领导的意愿，但缺乏领导的必要能力。由于没有能力迫使国际体系保持稳定，英国几乎无法阻止大萧条或第二次世界大战的爆发。最后，霸主必须致力于这一体系，这一体系需要被视为对其他大国和重要国家行为者都有利。
罗伯特·基欧汉和约瑟夫·奈（Joseph Nye）对霸权稳定论作出系统批判和重要修正并发展为“后霸权主义”，他们认为霸权之后并不是战争而是合作，国际机制能够克服国际政治中的“市场失灵”现象，使合作在即使存在利益冲突的情况下也能够实现。因此，霸权稳定论总体上强调物质因素并以三个要素为中心: 一是有霸则稳; 二是公共产品的无偿供给;三是霸主的自我损耗。
罗伯特·吉尔平反对均势理论。他认为霸权稳定论没有指出霸权国提供的公共效益；例如，美国试图通过国际货币基金组织、布雷顿森林体系、建立世界银行、北约和推行民主化等手段，建立一种稳定的货币体系。吉尔平进一步认为，在全球体系中，“霸权战争”之后，一场胜利越具有决定性，新体系就越稳定。他同意保罗·肯尼迪所说的“帝国主义的过度扩张”是霸权主义垮台的原因之一。吉尔平补充说，所有的霸主都不可避免地会倒下，因为很难保持霸主的地位。为了举例说明这一概念，如果一个人走进一间举重室，房间的一侧是壮年男子，面对着那些正在努力达到壮年男子水平的男子，他们会看到，工作男子的肌肉生长速度远远快于已经壮年男子。这是因为他们有更大的发展空间。霸权已经发展壮大了，霸权就更难“成长”了。最终，一个挑战者将会挑战大国的权力体系，接近当前霸主的对等地位，而这将引发一场新的全球战争，如此往复循环。一般来说，崛起的挑战者不会继续成为新的霸主，因为他们的大部分资源已经在与霸主的战斗中耗尽，没有更多的空闲时间来灌输他们的偏好。相反，一些理论家认为，一个在文化和偏好上与旧霸权相似的国家将获得新的霸权地位。